# Serjania carautae
Serjania carautae är en kinesträdsväxtart som beskrevs av G.V. Somner. Serjania carautae ingår i släktet Serjania och familjen kinesträdsväxter. Inga underarter finns listade i Catalogue of Life.